# Поливное (Западно-Казахстанская область)
Поливное (каз. Поливное) — село в Зеленовском районе Западно-Казахстанской области Казахстана. Входит в состав Перемётнинского сельского округа. Код КАТО — 274430500.
Село расположено на реке Деркул.

## Население
В 1999 году население села составляло 150 человек (67 мужчин и 83 женщины). По данным переписи 2009 года, в селе проживало 87 человек (48 мужчин и 39 женщин).